# Georgia Dome
Der Georgia Dome war ein überdachtes American-Football-Stadion in der US-amerikanischen Stadt Atlanta im Bundesstaat Georgia.

## Geschichte
Der Dome wurde am 6. September 1992 eröffnet und war bis Januar 2017 die Heimstätte des NFL-Teams der Atlanta Falcons. Zwischen 1997 und 1999 trug hier die Basketballmannschaft der Atlanta Hawks ihre NBA-Spiele aus. 1994 und 2000 war der Dome Austragungsort des Super Bowl (XXVIII und XXXIV). Außerdem wurden hier der Sugar Bowl 2006 sowie das Final Four der NCAA Men’s Division I Basketball Championship 2002, 2007 und 2013 ausgetragen. Seit 2010 fanden hier auch die Partien der Georgia State Panthers, der Football-Mannschaft der Georgia State University, statt. Dazu standen 28.155 Plätze zur Verfügung. Am 3. April 2011 fand hier Wrestlemania XXVII vor über 71.000 Fans statt.
Direkt neben dem Georgia Dome entstand seit Mai 2014 das Mercedes-Benz Stadium als neue Spielstätte der Atlanta Falcons. Der Neubau für 1,4 Milliarden US-Dollar wurde am 26. August 2017 offiziell eingeweiht. Am 20. November 2017 wurde der Georgia Dome gesprengt.

## Galerie

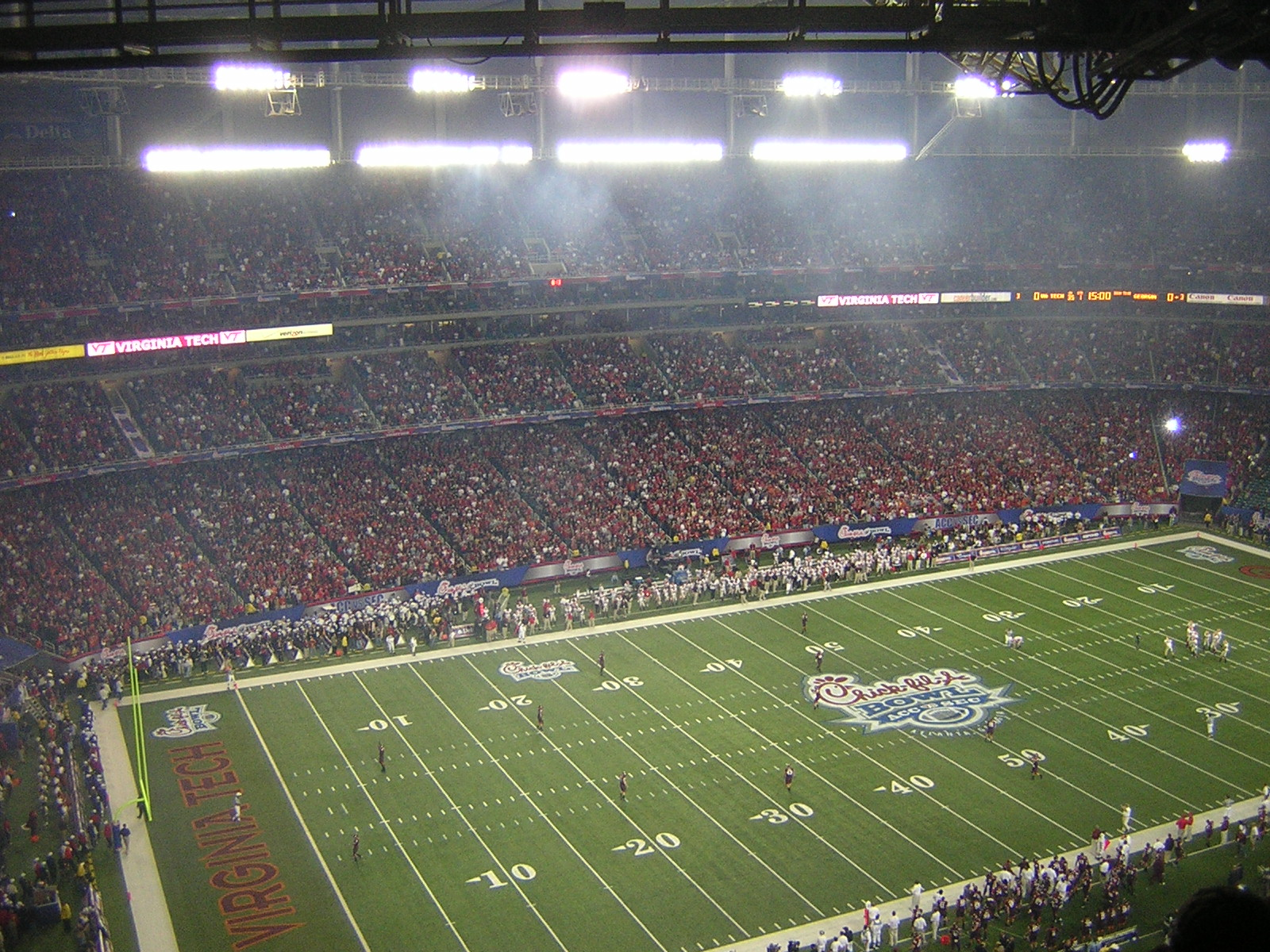
Innenansicht des Georgia Dome vor dem Kick-off des Chick-fil-A Bowl 2006
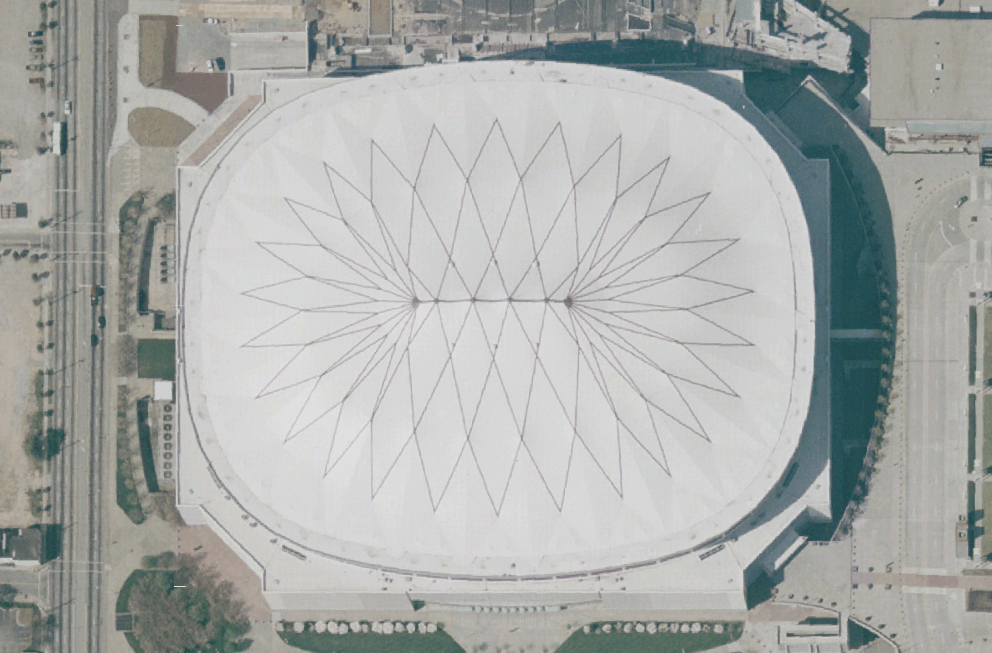
Der Georgia Dome von oben (2006)